# Zamarada xystra
Zamarada xystra är en fjärilsart som beskrevs av Fletcher 1974. Zamarada xystra ingår i släktet Zamarada och familjen mätare. Inga underarter finns listade i Catalogue of Life.